# ثيرموبسيس
ثيرموبسيس هو جنس من نباتات البقوليات، موطنه الأصلي أمريكا الشمالية المعتدلة وشرق آسيا. تُعرف هذه النباتات العشبية المعمرة أيضًا باسم الترمس الذهبي أو الترمس الكاذب.

## صِنف
يتألف ثيرموبسيس من الأنواع التالية:
 
- ثيرموبسيس الألبية (Thermopsis alpina)
- ثيرموبسيس متبادلة الأزهار (Thermopsis alterniflora)
- ثيرموبسيس المشعرة (Thermopsis barbata)
- ثيرموبسيس بارغوسينينسيس (Thermopsis bargusinensis)
- ثيرموبسيس الكاليفورنية (Thermopsis californica) — أمريكا الشمالية الغربية
  - الصنف الفضية (var. argentata)
  - الصنف الكاليفورنية الأصلية (var. californica)
  - الصنف الكاليفورنية المتباعدة (var. semota)
- ثيرموبسيس الصينية (Thermopsis chinensis)
- ثيرموبسيس الداهورية (Thermopsis dahurica)
- ثيرموبسيس طويلة الثمار (Thermopsis dolichocarpa)
- ثيرموبسيس الرشيقة (Thermopsis gracilis) — أمريكا الشمالية الغربية
- ثيرموبسيس جيرونغينسيس (Thermopsis gyirongensis)
- ثيرموبسيس شديدة الشعر (Thermopsis hirsutissima)
- ثيرموبسيس المنتفخة (Thermopsis inflata)
- ثيرموبسيس الياكوتية (Thermopsis jacutica)
- ثيرموبسيس الرمحية (Thermopsis lanceolata)
- ثيرموبسيس طويلة الثمار (Thermopsis longicarpa)
- ثيرموبسيس كبيرة الأوراق (Thermopsis macrophylla) — أمريكا الشمالية الغربية
- ثيرموبسيس اللينة (Thermopsis mollis) — أمريكا الشمالية الشرقية
- ثيرموبسيس المنغولية (Thermopsis mongolica)
- ثيرموبسيس الجبلية (Thermopsis montana) — جبال روكي في أمريكا الشمالية
  - الصنف هيتشكوك (var. hitchcockii)
  - الصنف الجبلية الأصلية (var. montana)
- ثيرموبسيس بريزوالسكي (Thermopsis przewalskii)
- ثيرموبسيس معينية الأوراق (Thermopsis rhombifolia) — جبال روكي في أمريكا الشمالية
- ثيرموبسيس القوية (Thermopsis robusta) — أمريكا الشمالية الغربية
- ثيرموبسيس شيشكيني (Thermopsis schischkinii)
- ثيرموبسيس سميثيانا (Thermopsis smithiana)
- ثيرموبسيس التركستانية (Thermopsis turkestanica)
- ثيرموبسيس الشعراء (Thermopsis villosa) — أمريكا الشمالية الشرقية
- ثيرموبسيس يوشوينسيس (Thermopsis yushuensis)